# Gymnocheta viridis
Gymnocheta viridis (лат.) — вид двукрылых из семейства тахин подсемейства Tachininae трибы Ernestiini.

## Описание
Ярко-металлически-зелёные мухи с крепкими щетинками на теле длиной 7.2-10.8 мм. У самцов голова покрыта серовато-белым войлочком. Нижний лицевой край обычно слегка выступает вперёд. Ширина лба составляет примерно 0,35-0,45 от горизонтального диаметра глаза. У самок лоб шире, составляет 0,76-0,93 диаметра глаза. Щупики, наличник (иногда с металлическим зелёным оттенком) и прементум тёмно-коричневые или чёрные. Среднеспинка при взгляде сбоку и немного сзади с четырьмя продольными полосами, меняющимися от серого до золотистого или фиолетового в зависимости от направления падающего света. Щиток с четырьмя или пятью парами крепких почти горизонтальных щетинок по краю. Крыловая перепонка вокруг поперечной радио-медиальной жилки не затемнена. Тегула и базикоста тёмно-коричневые или черные. Коготки и пульвиллы на передних ногах примерно равны по длине пятому членику лапки, который в 1,8-2 раза длиннее четвёртого членика лапки, у самок коготки и пульвиллы составляют 0,7-0,8 длины пятого членика лапки, который в 1,5-1,7 длины четвёртого членика лапки.

## Биология
Мухи летают с начала апреля до середины июля. Предпочитаемыми местами обитания являются лесные опушки, луга и сады. Питаются на соцветиях зонтичных, особенно часто на купыре лесном. Личинки паразитируют на представителях пядениц, эребид и совок, в том числе Mesapamea secalis и Photedes minima, Scotopteryx chenopodiata, Denticucullus pygmina и др..

## Генетика
Размер генома составляет 600,30 мегабаз, митохондриальный геном — 19,34 килобаз

## Распространение
Встречается по всему северу Евразии от Скандинавии до Японии и Сахалина